# Épiquerez
Épiquerez est une localité et une ancienne commune suisse du canton du Jura, située dans le district de Porrentruy.
Elle a fusionné le 1er janvier 2009 avec Épauvillers, Montenol, Montmelon, Ocourt, Saint-Ursanne et Seleute pour former la commune de Clos du Doubs.
La localité a obtenu le label culturel URSINIA. La localité est aussi membre du parc régional du Doubs.